# Cymru Premier
La Cymru Premier —conocida como JD Cymru Premier por motivos de patrocinio— es la máxima categoría masculina de fútbol del sistema de ligas de Gales. Es organizada desde la temporada 1992-93 por la Asociación de Fútbol de Gales (FAW).
Aunque Gales es una de las cuatro federaciones fundadoras de la IFAB y cuenta desde 1877 con un campeonato propio, la Copa de Gales, el sistema de ligas no se estableció hasta la década de 1990. Los equipos galeses profesionales forman parte del sistema de ligas inglés, mientras que el resto de clubes compiten en el galés y tienen estatus semiprofesional.

## Historia
La Premier League de Gales fue creada en octubre de 1991 por Alun Evans, secretario general de la Asociación de Fútbol de Gales (FAW). La federación galesa es una de las cuatro fundadoras de la IFAB y por ello miembro de la FIFA pese a no ser un estado independiente. Pero en aquella época, y a diferencia de otras asociaciones británicas, era la única que no organizaba un campeonato de liga propio: los clubes galeses competían en el sistema de ligas de Inglaterra y su único torneo independiente era la Copa de Gales, algo que suscitaba recelos entre otros miembros de la UEFA y que motivó la creación de este trofeo.
La FAW no pudo incluir en su nueva liga a los equipos profesionales que ya formaban parte de la liga inglesa —Swansea City AFC, Cardiff City FC y Wrexham AFC—, pero forzó la inscripción de todos los semiprofesionales y amateur que estaban bajo su jurisdicción. En un primer momento los clubes galeses del sistema semiprofesional —Bangor City FC, Barry Town FC, Caernarfon Town FC, Colwyn Bay FC, Merthyr Tydfil FC, Newport County AFC, Newtown AFC y Rhyl FC— se negaron a inscribirse en la nueva liga, alegando pérdida de competitividad y las dificultades de transporte entre el norte y el sur del país. No obstante el Bangor City, el Newtown AFC y el Rhyl FC aceptaron formar parte de la temporada inaugural 1992-93, compuesta por veinte clubes. Para forzar la inscripción de los cinco clubes restantes, la FAW les prohibió jugar partidos de competición inglesa en cualquier estadio galés, por lo que se sumaron el Barry Town (1993) y el Caernarfon Town (1995). El veto se mantuvo hasta que en 1995 un tribunal determinó que los clubes galeses tenían derecho a usar sus propios estadios, sin importar la competición británica en la que estuviesen inscritos. Hoy en día solo el Merthyr Town FC (heredero del Tydfil) y el Newport County se mantienen en el sistema inglés.
La liga de Gales se consolidó en 1996 como un torneo semiprofesional, si bien con un menor seguimiento al de los clubes galeses en la Premier League inglesa. Ese mismo año la FAW aceptó inscribir a un club inglés, el Oswestry Town, que terminaría fusionándose con el vecino Llansantffraid para formar el The New Saints FC, el equipo más laureado de esta competición. Desde 2010 el torneo ha quedado reducido a doce participantes para mejorar la competitividad.

## Participantes

### Temporada 2025-26
| Equipos                         | Ciudad                | Estadio               | Capacidad |
| ------------------------------- | --------------------- | --------------------- | --------- |
| Bala Town                       | Bala                  | Maes Tegid            | 3000      |
| Barry Town United               | Barry                 | Jenner Park           | 3500      |
| Briton Ferry Llansawel          | Briton Ferry          | Old Road              | 2000      |
| Caernarfon Town                 | Caernarfon            | The Oval              | 3000      |
| Cardiff Metropolitan University | Cardiff               | Cyncoed Campus        | 1620      |
| Colwyn Bay                      | Old Colwyn            | Llanelian Road        | 3000      |
| Connah's Quay Nomads            | Connah's Quay         | Estadio Deeside       | 1500      |
| Flint Town                      | Flint                 | Essity Stadium        | 1000      |
| Haverfordwest County            | Haverfordwest         | Estadio Bridge Meadow | 2100      |
| Llanelli Town                   | Llanelli              | Stebonheath Park      | 3700      |
| Penybont                        | Bridgend              | Bryntirion Park       | 3000      |
| The New Saints                  | Oswestry (Inglaterra) | Park Hall             | 2000      |

## Sistema de competición
La Cymru Premier es un torneo organizado y regulado por la Asociación de Fútbol de Gales (FAW). Esta competición consta de dos fases, participan doce equipos y cada temporada comienza en agosto para terminar en mayo del año siguiente. 
En la liga regular, los doce equipos se enfrentan todos contra todos en dos ocasiones —una en campo propio y otra en campo contrario— hasta sumar 22 jornadas. El orden de los encuentros se decide por sorteo antes de empezar la competición. Al término de esta etapa, los clubes mantienen su puntuación y pasan a dos grupos: el «grupo del campeonato» del primero al sexto clasificado, y el «grupo de permanencia» del séptimo al duodécimo clasificado. En este caso se repite el mismo esquema con partidos a ida y vuelta, por lo que cada equipo deberá haber disputado 32 jornadas a la conclusión del torneo.
La clasificación final se establece con arreglo a los puntos totales obtenidos por cada equipo al finalizar el campeonato. Los equipos obtienen tres puntos por cada partido ganado, un punto por cada empate y ningún punto por los partidos perdidos. Si al finalizar el campeonato dos equipos igualan a puntos, los mecanismos para desempatar la clasificación son los siguientes:
1. El que tenga una mayor diferencia entre goles a favor y en contra según el resultado de los partidos jugados entre ellos.
2. El que tenga la mayor diferencia de goles a favor teniendo en cuenta todos los obtenidos y recibidos en el transcurso de la competición.
3. El club que haya marcado más goles.

El equipo que más puntos sume al final del campeonato será proclamado campeón de Liga y obtendrá el derecho automático a participar en la fase clasificatoria de la Liga de Campeones de la UEFA. El segundo y el tercer clasificado, así como el vencedor de la Copa de Gales, obtienen una plaza en la fase clasificatoria de la Liga Europa Conferencia de la UEFA. En caso de que el ganador de la Copa esté entre los tres mejores, el cuarto clasificado de la liga será quien tenga derecho a jugar competición europea.
Los dos últimos descienden a la segunda categoría de Gales formada por dos grupos, la Cymru North (norte y centro de Gales) y la Cymru South (sur de Gales), y son reemplazados por los vencedores de ambas categorías. La decisión final sobre los ascensos depende de la FAW: si el equipo que puede subir no cumple los criterios fijados por la federación para una licencia de primera categoría, la plaza pasa al siguiente clasificado.

## Historial
| Temporada | Campeón                  | Subcampeón           | Tercero              | Máximo goleador     | Club               | Goles |
| --------- | ------------------------ | -------------------- | -------------------- | ------------------- | ------------------ | ----- |
| 1992-93   | Cwmbrân Town (1)         | Inter Cardiff        | Aberystwyth Town     | Steve Woods         | Ebbw Vale          | 20    |
| 1993-94   | Bangor City (1)          | Inter Cardiff        | Ton Pentre           | David Taylor        | Porthmadog         | 43    |
| 1994-95   | Bangor City (2)          | Afan Lido            | Ton Pentre           | Frank Mottram       | Bangor City        | 30    |
| 1995-96   | Barry Town (1)           | Newtown AFC          | Conwy United         | Ken McKenna         | Conwy United       | 38    |
| 1996-97   | Barry Town (2)           | Inter Cardiff        | Ebbw Vale            | Tony Bird           | Barry Town         | 42    |
| 1997-98   | Barry Town (3)           | Newtown AFC          | Ebbw Vale            | Eifion Williams     | Barry Town         | 40    |
| 1998-99   | Barry Town (4)           | Inter Cardiff        | Cwmbrân Town         | Eifion Williams     | Barry Town         | 28    |
| 1999-00   | TNS Llansantffraid (1)   | Barry Town           | Cwmbrân Town         | Chris Summers       | Cwmbrân Town       | 28    |
| 2000-01   | Barry Town (5)           | Cwmbrân Town         | Carmarthen Town      | Graham Evans        | Caersws FC         | 25    |
| 2001-02   | Barry Town (6)           | TNS Llansantffraid   | Bangor City          | Marc Lloyd-Williams | Bangor City        | 47    |
| 2002-03   | Barry Town (7)           | TNS Llansantffraid   | Bangor City          | Graham Evans        | Caersws FC         | 24    |
| 2003-04   | Rhyl FC (1)              | TNS Llansantffraid   | Haverfordwest County | Andy Moran          | Rhyl FC            | 27    |
| 2004-05   | TNS Llansantffraid (2)   | Rhyl FC              | Bangor City          | Marc Lloyd-Williams | TNS Llansantffraid | 31    |
| 2005-06   | TNS Llansantffraid (3)   | Llanelli AFC         | Rhyl FC              | Rhys Griffiths      | Llanelli AFC       | 28    |
| 2006-07   | The New Saints (4)       | Rhyl FC              | Llanelli AFC         | Rhys Griffiths      | Llanelli AFC       | 30    |
| 2007-08   | Llanelli AFC (1)         | The New Saints       | Rhyl FC              | Rhys Griffiths      | Llanelli AFC       | 40    |
| 2008-09   | Rhyl FC (2)              | Llanelli AFC         | The New Saints       | Rhys Griffiths      | Llanelli AFC       | 31    |
| 2009-10   | The New Saints (5)       | Llanelli AFC         | Port Talbot Town     | Rhys Griffiths      | Llanelli AFC       | 30    |
| 2010-11   | Bangor City (3)          | The New Saints       | Neath FC             | Rhys Griffiths      | Llanelli AFC       | 25    |
| 2011-12   | The New Saints (6)       | Bangor City          | Neath FC             | Rhys Griffiths      | Llanelli AFC       | 24    |
| 2012-13   | The New Saints (7)       | Airbus UK Broughton  | Bangor City          | Michael Wilde       | The New Saints     | 13    |
| 2013-14   | The New Saints (8)       | Airbus UK Broughton  | Bangor City          | Chris Venables      | Aberystwyth Town   | 24    |
| 2014-15   | The New Saints (9)       | Bala Town            | Airbus UK Broughton  | Chris Venables      | Aberystwyth Town   | 28    |
| 2015-16   | The New Saints (10)      | Bala Town            | Llandudno FC         | Chris Venables      | Aberystwyth Town   | 21    |
| 2016-17   | The New Saints (11)      | Connah's Quay Nomads | Bala Town            | Jason Oswell        | Newtown AFC        | 13    |
| 2017-18   | The New Saints (12)      | Bangor City          | Connah's Quay Nomads | Greg Draper         | The New Saints     | 22    |
| 2018-19   | The New Saints (13)      | Connah's Quay Nomads | Barry Town United    | Greg Draper         | The New Saints     | 26    |
| 2019-20   | Connah's Quay Nomads (1) | The New Saints       | Bala Town            | Chris Venables      | Bala Town          | 22    |
| 2020-21   | Connah's Quay Nomads (2) | The New Saints       | Bala Town            | Chris Venables      | Bala Town          | 25    |
| 2021-22   | The New Saints (14)      | Bala Town            | Newtown AFC          | Declan McManus      | The New Saints     | 24    |
| 2022-23   | The New Saints (15)      | Connah's Quay Nomads | Pen-y-Bont           | Declan McManus      | The New Saints     | 26    |
| 2023-24   | The New Saints (16)      | Connah's Quay Nomads | Bala Town            | Brad Young          | The New Saints     | 22    |
| 2024-25   | The New Saints (17)      | Pen-y-Bont           | Haverfordwest County | Louis Lloyd         | Caernarfon Town    | 22    |

## Palmarés
El club galés que más títulos ha conquistado es el The New Saints Football Club, que representa a las ciudades fronterizas de Llansanffraid-ym-Mechain (Gales) y Oswestry (Inglaterra). La entidad ostenta también el récord de títulos consecutivos, ocho en total, desde 2012 hasta 2019.
| Club                    | Títulos | Subcampeonatos | Años de los campeonatos                                                                              |
| ----------------------- | ------- | -------------- | --- |
| The New Saints FC       | 17      | 7              | 2000, 2005, 2006, 2007, 2010, 2012, 2013, 2014, 2015, 2016, 2017, 2018, 2019, 2022, 2023, 2024, 2025 |
| Barry Town FC           | 7       | 1              | 1996, 1997, 1998, 1999, 2001, 2002, 2003                                                             |
| Bangor City FC          | 3       | 2              | 1994, 1995, 2011                                                                                     |
| Connah's Quay Nomads FC | 2       | 4              | 2020, 2021                                                                                           |
| Rhyl FC †               | 2       | 2              | 2004, 2009                                                                                           |
| Llanelli AFC            | 1       | 3              | 2008                                                                                                 |
| Cwmbrân Town FC         | 1       | 1              | 1993                                                                                                 |
| Inter Cardiff FC        | -       | 4              | |
| Bala Town FC            | -       | 3              | |
| Airbus UK Broughton FC  | -       | 2              | |
| Newtown AFC             | -       | 2              | |
| Afan Lido FC            | -       | 1              | |
| Pen-y-Bont FC           | -       | 1              | |

- † Equipo desaparecido.